# Sèrie 61 de SFM
La sèrie 61 de SFM, també coneguda com a sèrie 6100, és una sèrie d'automotors dièsel fabricats per Construcciones y Auxiliar de Ferrocarriles (CAF) entre els anys 1994 i 2003 per als Serveis Ferroviaris de Mallorca (SFM).

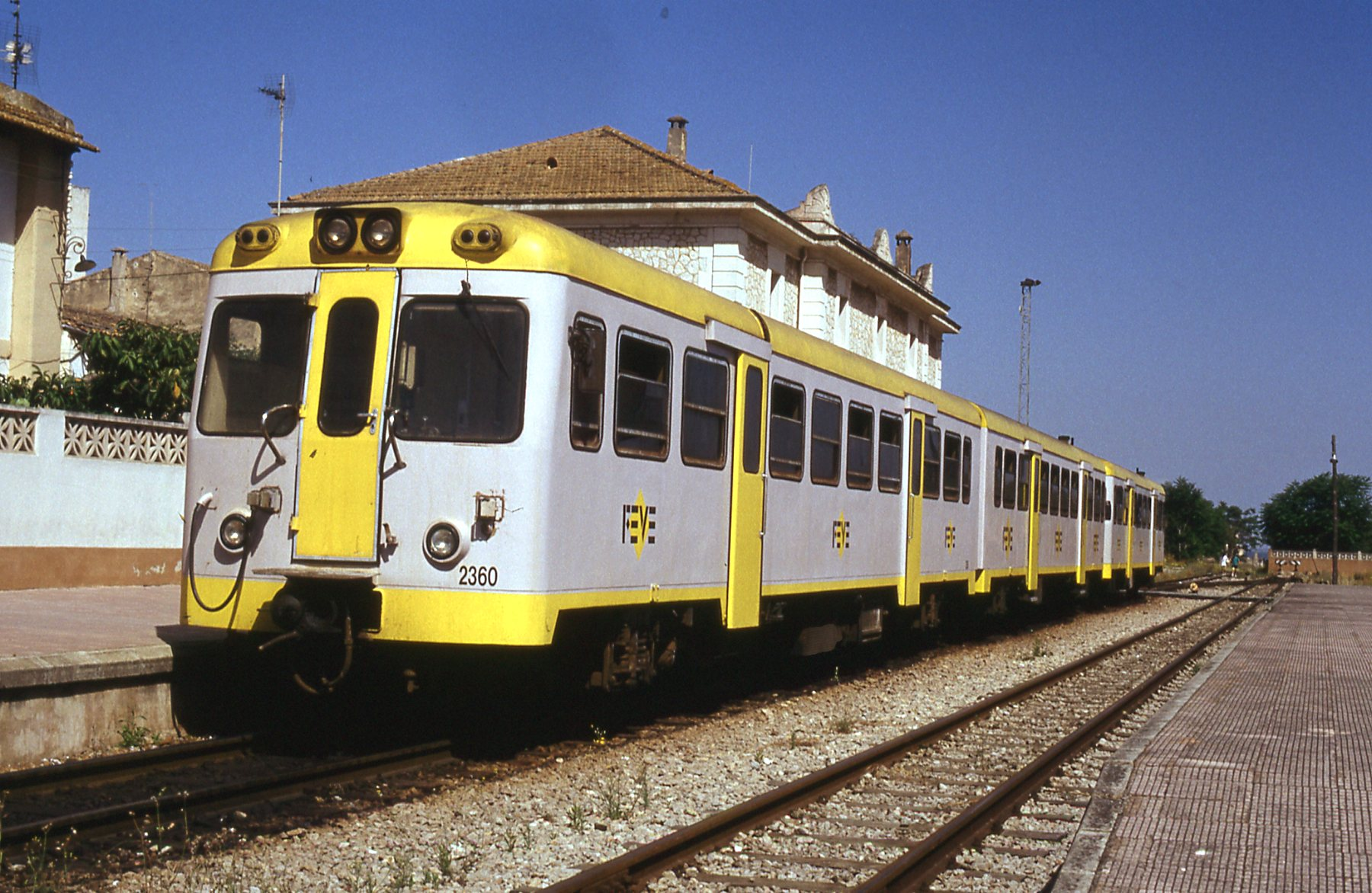
Sèrie 2300 a Mallorca

L'objectiu de la sèrie 61 era substituir l'obsolet material rodant que SFM heretà dels Ferrocarrils Espanyols de Via Estreta (FEVE), la companyia estatal que gestionava i explotava la Companyia dels Ferrocarrils de Mallorca (CFM) fins a l'any 1994, quan les competències en matèria ferroviària foren traspassades al Govern de les Illes Balears (GOIB). Fins que arribaren les primeres unitats l'any 1995, prestaven servei a la línia Palma-Inca (l'única en actiu aleshores) diversos automotors dièsel MAN SE de la sèrie 2300 de Renfe fabricats a la dècada del 1960 i que arribaren a Mallorca el 1991 provinents de les línies de FEVE al País Basc, que havien patit una renovació de flota. Les noves unitats de CAF conviviren dos anys més, fins al 1997, amb les de la sèrie 2300 pertanyent a FEVE, quan aquestes foren venudes als Serveis Ferroviaris del Chaco (SEFECHA), a l'Argentina.

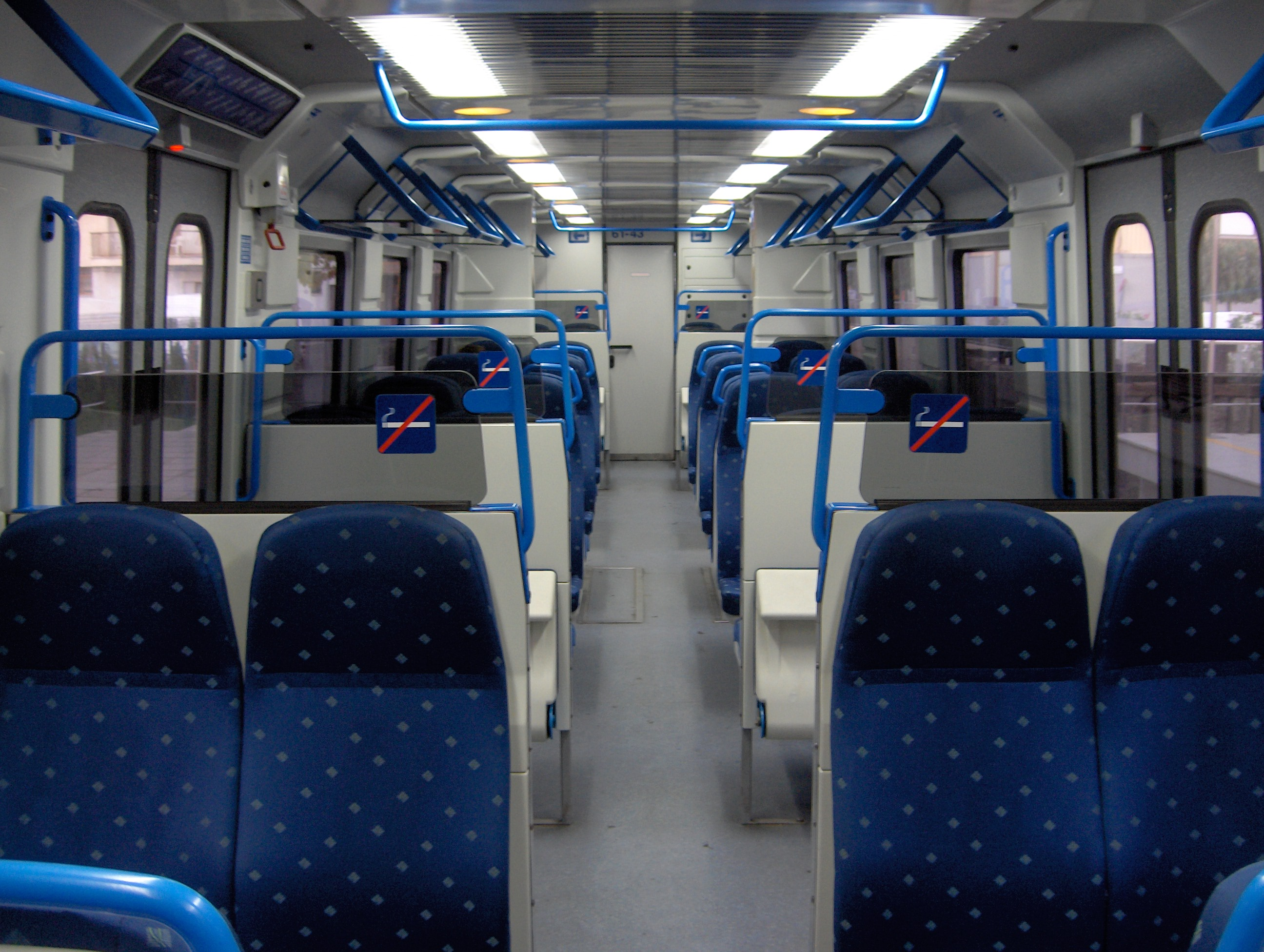
Interior d'un cotxe de la sèrie 61

Les unitats tenen un motor en cadascú dels extrems i les seues mides són de 15'50 metres de llargària per 3'70 d'alçària i 2'50 d'amplària. L'aforament màxim de cada unitat és de 252 passatgers: 156 dempeus i 96 asseguts. El tren pot arribar a una velocitat màxima de 110 quilòmetres per hora, amb una acceleració màxima de 1'1 m/s² i una desacceleració màxima de 2 m/s². Disposen d'espai per al transport de bicicletes, senyal acústic de tancament de portes i una bona il·luminació interior. La sèrie 61 constituí la base del servei de SFM i l'únic model de tren de la seua flota durant més d'una dècada, fins l'arribada de noves unitats elèctriques per a la línia M1 del Metro de Palma l'any 2007 i l'electrificació del tram entre Palma i l'Enllaç l'any 2011, que deixà gran part de la sèrie en situació excedentària.

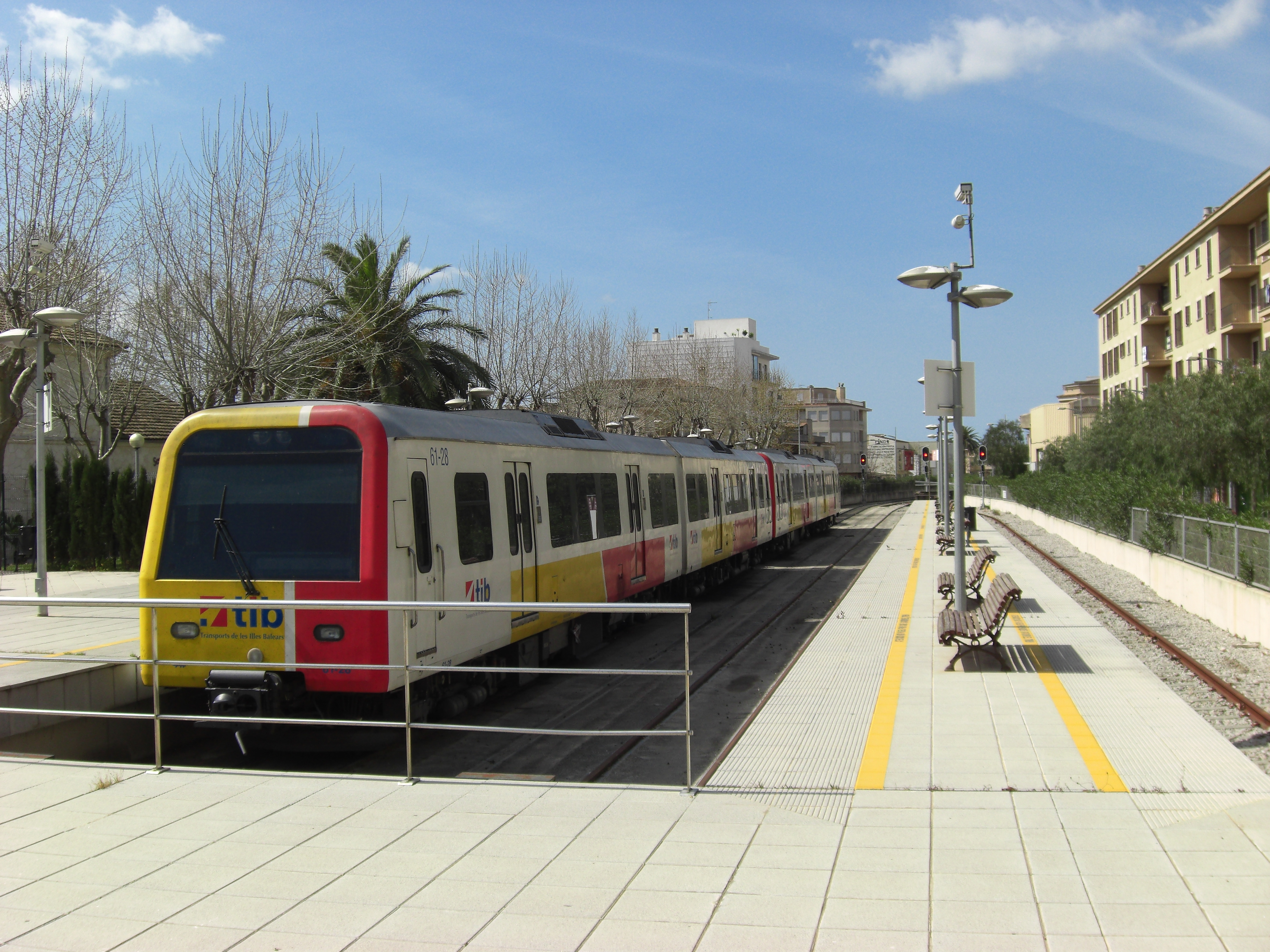
Via on impactà una unitat el 2008

El primer lot d'unitats de la sèrie 61 arribà a Mallorca l'any 1995 i entrà en servei durant la primera setmana de juny del mateix any. El lot estava format per quatre unitats de dos cotxes motors cadascuna, que van ser numerades del 61-01 al 61-08. Noves unitats arribarien l'any 1997 (del 61-09 al 61-12), l'any 2002 (automotors del 61-13 al 61-20 i remolcs del 61-01 al 62-04), l'any 2003 amb motiu de la reobertura de la línia Palma-Manacor (automotors del 61-20 al 61-36 i remolcs del 62-05 al 62-06) i l'any 2005 (del 61-37 al 61-46). El 20 de desembre de 1998 es produí el primer accident de la sèrie 61: un pas elevat de l'estació de Consell-Alaró va caure sobre les vies a causa del vent, fent que el convoi de la línia s'estabellara contra les runes. No hi hagueren victimes, tot i que la línia va romandre tancada durant la resta del dia. El 12 de febrer de 2002, a primera hora del matí a l'estació de sa Pobla, una unitat amb passatgers no frenà i topà amb la fi de la via. La força de l'impacte va fer que la màquina arrencara el bloc de formigó de 15 tones pegant-li la volta. La locomotora descarrilà i queda insevible, però els altres dos cotxes resultaren intactes, tot i que un d'ells també descarrilà. L'accident va provocar sis ferits. Un any més tard, el 21 de maig de 2003, a l'estació d'Enllaç, un tren va descarrilar a baixa velocitat, sense provocar ferits entre els 50 passatgers que duia. El quart accident de la sèrie va produir-se a les onze de la nit del 13 de març de 2004, quan tretze persones van resultar ferides després que un convoi que transportava 40 persones descarrilara al quilòmetre 49 entre les estacions de Sineu i Petra en un tram de via de trinxera, és a dir, entre dues parets. La causa del descarrilament van ser uns despreniments de roques sobre la via al cedir la xarxa de contenció. El 31 de març de 2008 una altra unitat topà amb la fi de via, aquesta vegada a l'estació de Manacor, descarrilant i provocant nou ferits lleus que patiren contusions i lesions cervicals. El darrer accident que implicà una unitat de la sèrie 61 va tindre lloc a les 7 del matí del 19 de maig de 2010 quan, a pocs metres de l'estació de Sineu, descarrilà un tren en via de trinxera, provocant 30 ferits, dos d'ells de gravetat. El lloc i els motius de l'accident són pràcticament idèntics als del 2004.
El juny de 2012, SFM va vendre tres unitats a l'empresa portuguesa Overview LDA amb destí desconegut. Entre els anys 2014 i 2016 es van vendre vuit unitats a Camins de Ferro de la Provença per 3'1 milions d'euros. Actualment es troben a l'espera de modificació per a servei en andanes baixes. El 2019, amb l'electrificació del tram entre Enllaç i Sa Pobla, les unitats de la sèrie 61 només prestaven servei al tram entre Sa Pobla i Manacor (31 quilòmetres), aleshores encara sense electrificar. El 30 de maig de 2019 circulà, oficialment, la darrera unitat de la sèrie a Mallorca. Una unitat fou preservada per SFM per al museu del ferrocarril de Son Carrió, a Sant Llorenç des Cardassar. El març de 2020, onze unitats de tren, cinc cotxes de recanvi i peces de reparació van ser venudes a la Kenya Railways Corporation (KRC) per 10,1 milions d'euros. La flota fou enviada cap a Kenya a mitjans de juliol del mateix any, via el port de Barcelona. Amb cinc unitats de la sèrie fou inaugurat el nou servei de rodalia de Nairobi el 10 de novembre de 2020.